# مانسوي
مانسوي (بالإيطالية: Mansuè)‏ هي بلدية في مقاطعة تريفيزو بمنطقة فنيتة، شمال إيطاليا. تقع على بعد 45 كيلومترًا (28 ميلًا) شمال شرق مدينة البندقية، و30 كيلومترًا (19 ميلًا) شمال شرق تريفيزو.